# L'Éléphant et le Singe de Jupiter
L'Éléphant et le Singe de Jupiter est la vingt-et-unième fable du livre XII de Jean de La Fontaine situé dans le troisième et dernier recueil des Fables de La Fontaine, édité pour la première fois en 1693 mais daté de 1694.

## Texte de la fable
Autrefois l'Eléphant et le Rhinocéros,

En dispute du paset des droits de l'Empire,

Voulurent terminer la querelle en champs clos.

Le jour en était pris, quand quelqu'un vint leur dire

          Que le singe de Jupiter,

Portant un caducée, avait paru dans l'air.

Ce Singe avait nom Gille, à ce que dit l'Histoire.

          Aussitôt l'Eléphant de croire

          Qu'en qualité d'Ambassadeur

          Il venait trouver Sa Grandeur.

          Tout fier de ce sujet de gloire,

Il attend maître Gille, et le trouve un peu lent

          A lui présenter sa créance.

          Maître Gille enfin, en passant,

          Va saluer Son Excellence.

L'autre était préparé sur la légation :

          Mais pas un mot : l'attention

Qu'il croyait que les Dieux eussent à sa querelle

N'agitait pas encor chez eux cette nouvelle.

          Qu'importe à ceux du firmament

          Qu'on soit Mouche ou bien Eléphant ?

Il se vit donc réduit à commencer lui-même :

Mon cousin Jupiter, dit-il, verra dans peu

Un assez beau combat, de son trône suprême.

          Toute sa cour verra beau jeu.

Quel combat ?  dit le Singe avec un front sévère.

L'éléphant repartit :  Quoi  vous ne savez pas

Que le Rhinocéros me dispute le pas ?

Qu'Eléphantide a guerre avecque Rhinocère  ?

Vous connaissez ces lieux, ils ont quelque renom.

Vraiment je suis ravi d'en apprendre le nom,

Repartit Maître Gille : on ne s'entretient guère

De semblables sujets dans nos vastes lambris

          L'Eléphant, honteux et surpris,

Lui dit : Et parmi nous que venez-vous donc faire ?

Partager un brin d'herbe entre quelques Fourmis :

Nous avons soin de tout. Et quant à votre affaire,

On n'en dit rien encor dans le Conseil des Dieux :

Les petits et les grands sont égaux à leurs yeux.
— Jean de La Fontaine, Fables de La Fontaine, L'Éléphant et le Singe de Jupiter, texte établi par Jean-Pierre Collinet, Fables, contes et nouvelles, Gallimard, « Bibliothèque de la Pléiade », 1991, p. 494